# Rifferswil
Rifferswil (toponimo tedesco) è un comune svizzero di 1 078 abitanti del Canton Zurigo, nel distretto di Affoltern.

## Monumenti e luoghi d'interesse
- Chiesa riformata, attestata dal 1179 e ricostruita nel XIV secolo e nel 1720[1].

## Società

### Evoluzione demografica
L'evoluzione demografica è riportata nella seguente tabella:
Abitanti censiti

## Amministrazione
Ogni famiglia originaria del luogo fa parte del cosiddetto comune patriziale e ha la responsabilità della manutenzione di ogni bene ricadente all'interno dei confini del comune.